# Banco Hipotecario de El Salvador
El Banco Hipotecario de El Salvador, S.A. (BH) es un banco salvadoreño, fue fundado en 1934 con el apoyo del Estado y con la incorporación de importantes gremiales agrícolas y ganaderas. La entidad permaneció bajo el control de accionistas privados hasta 1992, cuando el Estado se
convirtió en su principal accionista a través de aportes del Banco Central de Reserva (BCR). En 2012, mediante decreto legislativo, se define que el Fondo de Saneamiento y Fortalecimiento Financiero (FOSAFFI) deberá conservar una propiedad accionaria mínima del Banco de 95 %, la cual únicamente podrá ser transferida a instituciones públicas, previa autorización de BCR. BH está orientado a la atención especializada de las pequeñas y medianas empresas (PYMES). Al 31 de diciembre de 2014, BH tiene un total de activos y contingencias de $799,533.6 miles de dólares.

## Historia

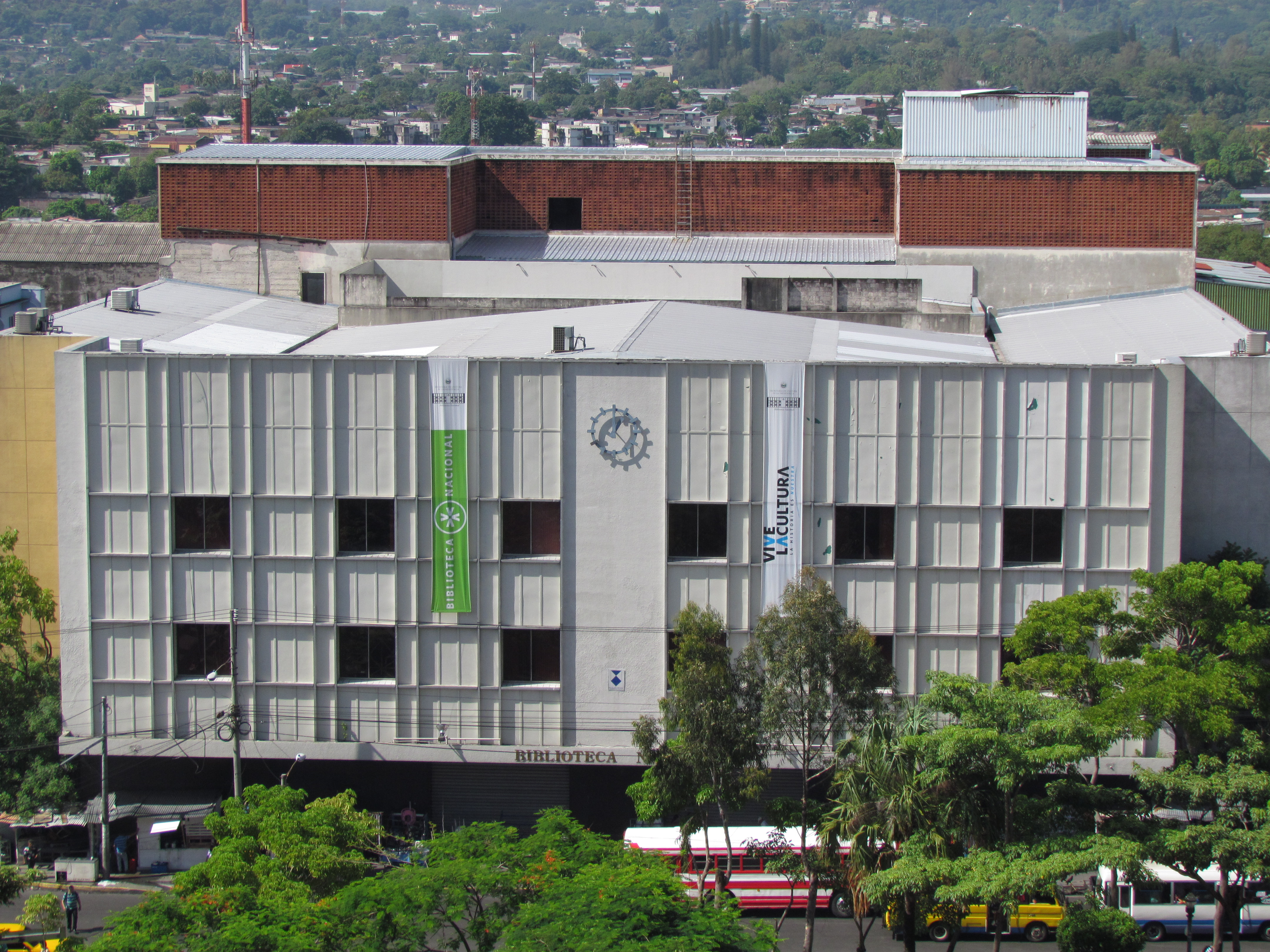
Antiguo edificio del Banco Hipotecario que posteriormente fue ocupado por la Biblioteca Nacional desde 1994 hasta su demolición en 2021.

En 1867, el progreso económico del país había hecho madurar las condiciones para instalar un Banco en El Salvador, como reflejo de la expansión del comercio con otras naciones, lo que llevó a diversos grupos a hacer planteamientos para formarlo. Las autoridades ya vislumbraban que la falta de un Banco, no favorecía las condiciones para estimular con mayor fuerza la producción de los diferentes rubros de la economía, y ampliar la inserción del país al comercio mundial, estaban conscientes que era necesaria e ineludible la creación de un sistema monetario confiable y de base amplia, que incentivara la monetización de la economía salvadoreña, considerada necesaria para salir de una economía de subsistencia y al mismo tiempo, facilitar una rápida expansión del modelo Agroexportador, que se fincaba fundamentalmente en la producción de añil, el cual aportaba el 68 por ciento de las exportaciones, aunque la caficultura crecía con fuerza, ya que representaba el 9.5 por ciento de las exportaciones.
Sin embargo,el proceso de instauración de la primera institución bancaria y el de la emisión monetaria fue difícil, en la medida que las personas interesadas en la formación de un Banco encontraron dificultades para cumplir con los requisitos financieros establecidos en las “contratas”, en gran medida por los plazos perentorios que eran bastante reducidos. No fue hasta el 18 de septiembre de 1867, durante la administración del presidente Francisco Dueñas, que el Jefe de Sección del Ministerio de Relaciones Exteriores, Jacinto Castellanos, en representación del gobierno, firmó con William Francis Kelly la primera “contrata” para la organización de un banco de emisión, depósito, descuento, préstamos y otras actividades financieras bancarias, este primer intento no prosperó.
El segundo intento por establecer un Banco tuvo lugar unos cuatro años y medio más tarde, el 24 de octubre de 1872, durante la administración del presidente Santiago González, cuando la Asamblea Nacional Constituyente autorizó al Poder Ejecutivo a establecer un Banco Hipotecario Agrícola, el cual podría contar con accionistas salvadoreños y extranjeros, este decreto legislativo abrió las puertas a la participación extranjera, al estipular que el Banco podría ponerse “bajo la protección de cualquiera bandera extranjera”; por tanto, el gobierno nombró a los señores Santiago Delgado y Luis Ojeda para buscar inversionistas en Europa, principalmente Inglaterra, difícil misión, considerando que el requisito de capital era lograr “hasta cinco millones de pesos” cuando las exportaciones anuales sumaban algo menos de 4 millones de pesos y el ingreso tributario del gobierno estaba por debajo de un millón de pesos anuales.
La preocupación y urgencia del gobierno por contar con un Banco en El Salvador eran evidentes, llegando a “garantizar a los accionistas un interés módico convencional, concediéndoles a la vez, todos los privilegios que juzgue conveniente”. El tendría la autorización para emitir billetes, los cuales serían “admitidos en las oficinas fiscales como dinero efectivo”. Además de garantizar utilidades, el gobierno se comprometió a emitir una Ley Hipotecaria, con la cual se buscaba facilitar las operaciones del banco y la concesión de créditos “sin los trámites que ordinariamente se exigen”, esto último corrobora la presión que se vivía por lograr nuevos mecanismos de crédito, especialmente para los agricultores, que se sentían agobiados por los prestamistas particulares. En 1872, las exportaciones de añil representaron el 71.8 por ciento, mientras que las de café ya constituían el 12.6 por ciento del total; sin embargo este segundo intento por crear un banco de emisión y el primero por establecer un banco hipotecario, también fue fallido.

## Fundación del Banco
Luego de múltiples intentos fracasados por establecer un Banco de crédito agrícola, el martes 18 de diciembre de 1934, la Asamblea Legislativa de El Salvador aprobó el decreto legislativo extraordinario número 5 que contenía la Ley del Banco Hipotecario de El Salvador. En dicha ley se establecía la creación de un Banco de crédito inmobiliario, teniendo dos objetivos principales: el primero, era el de efectuar préstamos con garantía hipotecaria y el segundo, el de emitir sus propias obligaciones en forma de cédulas, certificados u otros títulos. Es importante mencionar que en 1934, las exportaciones de añil ya no tenían peso, con solo el 0.2 % del total, mientras que las del café representaron el 95 % del total exportado por el país.
Sesenta y ocho años después de aquel primer intento, el martes 29 de enero de 1935, a las 6:15 p. m., se funda el Banco Hipotecario de El Salvador, S.A., firmando la escritura de constitución de la sociedad en la ciudad de San Salvador, ante los oficios del abogado y notario Emeterio Oscar Salazar, la cual quedó inscrita en el Registro de Comercio que llevaba el juzgado primero de primera instancia de lo civil y de comercio, a las once horas de 28 de febrero de 1935. El decreto legislativo extraordinario número 5 estableció que los accionistas del Banco Hipotecario deberían de ser la Asociación Cafetalera de El Salvador con un 40 % de participación, la Asociación de Ganaderos de El Salvador con 20 % y accionistas particulares con un 40 %; estos últimos deberían ser al menos 12 personas, el capital social de fundación del Banco fue de 900,000 colones.
De acuerdo al artículo 41 de la escritura de constitución de la sociedad, la primera Junta Directiva quedó organizada así:
- Presidente de la Junta Directiva: Don Héctor Herrera;
- Vicepresidente de la Junta Directiva: Dr. Francisco José Monterrey
- Director Propietario: Don Walter Deininger
- 1. Director Suplente: Don Enrique Álvarez Drews
- 2. Director Propietario: Dr. Francisco José Monterrey
- 2. Director Suplente: Don Ricardo Sagrera Puig
- 3. Director Propietario: Don Emilio Herodier
- 3. Director Suplente: Dr. Max Patricio Brannon
- 4. Director Propietario: Don Mario Antonio Sol
- 4. Director Suplente: Don Arturo Bustamante

Esta Junta Directiva realizó su primera sesión el mismo día de la firma de escritura de constitución, a las 8.00 p. m. en el despacho del doctor Emeterio Oscar Salazar, habiendo acordado en dicha junta, que mientras no se tenga local propio, en el local social de la Asociación Cafetalera de El Salvador, se iniciarían las operaciones del Banco.
El 24 de abril de ese mismo año, se acordó la primera emisión de títulos hipotecarios a 10 años plazo y al 6 % de interés anual y el 31 de mayo, la Junta Directiva acordó otorgar el primer préstamo al señor Antonio López, por la cantidad de 2,000 colones, a un plazo de 3 años y al 6 % de interés anual, con garantía hipotecaria, sobre un inmueble situado en el barrio San Jacinto y otro ubicado contiguo a la cervecería polar.